# Ояшинский сельсовет
Ояшинский сельсовет — сельское поселение в Болотнинском районе Новосибирской области Российской Федерации.
Административный центр — село Ояш.

## История
Статус и границы сельского поселения установлены Законом Новосибирской области от 2 июня 2004 года № 200-ОЗ «О статусе и границах муниципальных образований Новосибирской области»

## Население
| 2002 | 2010 | 2012 | 2013 | 2014 | 2015 | 2016 |
| ---- | ---- | ---- | ---- | ---- | ---- | ---- |
| 1000 | ↘960 | ↘934 | ↘899 | ↘862 | ↘860 | ↘851 |
| 2017 | 2018 | 2019 | 2020 | 2021 |      |      |
| ↗859 | ↘856 | ↘835 | ↘815 | ↘802 |      |      |

## Состав сельского поселения
| № | Населённый пункт       | Тип населённого пункта       | Население |
| - | ---------------------- | ---------------------------- | --------- |
| 1 | Деревня имени Тельмана | деревня                      | ↘71       |
| 2 | Новоселье              | деревня                      | →0        |
| 3 | Ояш                    | село, административный центр | ↘778      |
| 4 | Шумиха                 | деревня                      | ↗43       |
| 5 | Эстонка                | деревня                      | ↘68       |